# Stadium Area Community
Stadium Area Community är en gemenskap i Lesotho.   Den ligger i distriktet Maseru, i den västra delen av landet. Huvudstaden Maseru ligger i Stadium Area Community.